# New Morning (club)
Pour les articles homonymes, voir New Morning.
Le New Morning est un club de jazz installé au 7-9 rue des Petites-Écuries dans le 10e arrondissement de Paris, dans les locaux de l'ancienne imprimerie du journal Le Parisien. Fondé en 1981 par Eglal Farhi, le club est dirigé depuis 2010 par sa fille Catherine Farhi. Il a une capacité de 500 places.

## Historique
Le premier concert au New Morning, fondé par Eglal Farhi, est donné le 16 avril 1981 par Art Blakey accompagné des Jazz Messengers. Claude Nougaro y chante la même année, pour l'occasion un album live est enregistré. 
Parmi les artistes qui s'y sont produits, on peut notamment citer George Russell, Stan Getz, Chet Baker, Pat Metheny, Charlie Haden, Dizzy Gillespie, Arturo Sandoval, Dexter Gordon, Kenny Clarke, Carla Bley, Paquito d'Rivera, Irakere, Bob Berg, Michael Brecker, Niels Lan Doky (en), Bill Evans (sax), Arthur Blythe (en), B. B. King ou bien encore Prince (23 juillet 2010) et Didier Lockwood mais aussi Archie Shepp en 1985.
Il reçoit également des musiciens de blues comme Taj Mahal, Eric Johnson, Robben Ford, Music Maker, Terry Evans, Mighty Mo Rodgers, Roland Tchakounté, Blues Power Band, etc.
Si le lieu est essentiellement dédié aux artistes de jazz, il accueille également des artistes d'autres horizons comme Jean-Jacques Goldman (avec le trio Fredericks Goldman Jones), Sinclair, Michel Berger, Elliott Murphy, The The, Dr Feelgood ou les Fleshtones.
Depuis 2010, le club est dirigé par Catherine Farhi, la fille de la fondatrice Eglal Farhi. Cette dernière est décédée le 25 septembre 2019 à Paris, à l'âge de 97 ans.

## Radio
En 2015, le New Morning lance une webradio en continu, avec trois axes de programmation : le jazz, les musiques afro-américaines et les musiques africaines et latines.